# Cedric Hardwicke
Sir Cedric Hardwicke (Lye, Stourbridge, 19 februari 1893 - New York, 6 augustus 1964) was een Engels acteur. Hij ontwikkelde een vijftigjarige carrière. In de filmwereld speelde hij voornamelijk bijrollen. 

## Leven en werk

### Opleiding en eerste stappen in de toneelwereld
In Londen ging Hardwicke les volgen aan de prestigieuze toneelschool Royal Academy of Dramatic Art. Daarna deed hij vanaf 1912 ervaring op in verscheidene Londense toneelzalen. In 1914 was hij te zien in meerdere stukken van Shakespeare.  
Hij zag zijn toneelactiviteiten onderbroken toen hij tussen 1914 en 1921 als officier in het Brits leger in Frankrijk diende. Na de oorlog hernam hij zijn prille carrière en ontpopte zich als de favoriete acteur van George Bernard Shaw van wie hij talrijke stukken vertolkte.

### Film
Aan het begin van zijn filmcarrière gaf Hardwicke meermaals gestalte aan historische figuren zoals Horatio Nelson (zijn debuutrol), Alfred Dreyfus en David Garrick. Zo belichaamde hij ook Karel II van Engeland in Nell Gwyn (1934). In dit historisch drama bracht regisseur Herbert Wilcox de romance in beeld tussen de Engelse koning en actrice Nell Gwyn (vertolkt door Anna Neagle, Wilcox vrouw en muze).
In 1935 trad hij weer op naast Anna Neagle in Peg of Old Drury, een kritisch erg gunstig onthaald historisch drama. Dit drama, weer geregisseerd door Herbert Wilcox, werd verkozen tot de twee na beste Engelse film van 1936. In 1936 nam hij de hoofdrol voor zijn rekening in Tudor Rose, een biopic gewijd aan Jane Grey. Deze film werd verkozen tot een na beste Engelse film van 1936. 
In 1939 trok Hardwicke voor het eerst een langere tijd naar Hollywood. In 1944 stond hij terug in Engeland om toneel te spelen en tournees te ondernemen. Na nog wat heen en weer pendelen vestigde hij zich later definitief in de Verenigde Staten.
Meerdere cineasten deden herhaaldelijk een beroep op Hardwicke's talent: Herbert Wilcox en Robert Stevenson in zijn Britse periode en Henry Hathaway, Alfred Hitchcock, Henry King, Tay Garnett, William Dieterle en John Farrow in zijn latere Hollywoodperiode.
Hardwicke was te zien in heel wat literatuurverfilmingen van onder meer Shakespeare, Thackeray, Mary Shelley, Charles Dickens, Jules Verne (2 films), Joseph Conrad, Henry Rider Haggard, Stefan Zweig, John Steinbeck, J.B. Priestley, A.J. Cronin, Mark Twain, Aldous Huxley en Terence Rattigan.

### Belangrijkste (bij)rollen
- de vergevingsgezinde bisschop in Les Misérables (1935) en de duivelse Frollo in The Hunchback of Notre Dame (1939), twee historische drama's naar de romans van Victor Hugo.

- de avonturier en gids Allan Quatermain in de avonturenfilm King Solomon's Mines (1937) en de ontdekkingsreiziger David Livingstone in de biografische avonturenfilm Stanley and Livingstone (1939).

- zijn rollen in drie verfilmingen van werk van H. G. Wells: de sciencefictionfilms Things to Come (1936), The Invisible Man Returns (1940) en Invisible Agent (1942).

- de vaderfiguren die hij speelde in twee psychologische thrillers van Alfred Hitchcock: in Suspicion (1941) was hij de vader van Joan Fontaine die zeer tegen zijn zin huwt met nietsnut Cary Grant en in Rope (1948) was hij de vader van de student die door twee medestudenten gewurgd werd. Een andere vaderfiguur zetten hij neer in het gerechtsdrama The Winslow Boy (1948) waarin hij de naam van zijn van school verwijderde zoon wil zuiveren. Zijn allerlaatste rol was de vader van een bedrogen vrouw met drie huwelijken en zeven kinderen in het drama The Pumpkin Eater (1964).

- Eduard II van Engeland in het historisch drama Richard III (1955), het sluitstuk van Laurence Oliviers Shakespeare-filmtrilogie.

- de farao in The Ten Commandments (1956), een van DeMilles succesrijke historische bijbelepossen.

### Typische rollen
Hardwicke was de perfecte incarnatie van de Britse gentleman: conservatief, voornaam, verfijnd en hoogst welgemanierd, soms afstandelijk, berekend en schrikwekkend. Hij kroop dan ook heel vlot in de huid van machthebbers (keizer Tiberius Julius Caesar Augustus, farao Seti I, koning Priamus, koning Arthur, Eduard II van Engeland en Karel II van Engeland) en hogere militairen (admiraal (2), generaal, kolonel en kapitein). Hij belichaamde even waardig leden van de adel (graaf, markies, aristocraat, lord (2) of sir), hoogwaardigheidsbekleders (gouverneur (2), senator, opperrechter, politicus, politiek raadgever, inspecteur) als clerici (bisschoppen (3) of andere geestelijken (3), rabbijn, ja zelfs god ('High Judge')).
Daarnaast gaf hij gestalte aan vrije beroepen met maatschappelijk aanzien als dokter (5), rijke industrieel (2), investeerder en professor. 
Naast historische figuren bracht hij met evenveel gemak fictieve personages zoals Victor Frankenstein en Allan Quatermain tot leven.

### Privéleven
In 1928 trad Hardwicke in het huwelijk met de Engelse actrice Helena Pickard (1900-1959). Ze kregen een zoon, de acteur Edward Hardwicke (1932-2011). Het koppel scheidde in 1948. Tussen 1950 en 1961 was Hardwicke getrouwd met de Amerikaanse actrice Mary Scott (1921-2009). Ook uit dit huwelijk kwam een zoon voort: Michael (1947-1983). 
Hardwicke overleed in 1964 op 71-jarige leeftijd aan een chronische longaandoening.

## Filmografie (selectie)
- 1926 - Nelson (Walter Summers)
- 1931 - Dreyfus (Milton Rosmer)
- 1934 - Nell Gwyn (Herbert Wilcox)
- 1934 - The King of Paris (Herbert Wilcox)
- 1935 - Les Misérables (Richard Boleslawski)
- 1935 - Becky Sharp (Rouben Mamoulian)
- 1935 - Peg of Old Drury (Herbert Wilcox)
- 1936 - Things to Come (William Cameron Menzies)
- 1936 - Tudor Rose (Robert Stevenson)
- 1936 - Laburnum Grove (Carol Reed)
- 1937 - Green Light (Frank Borzage)
- 1937 - King Solomon's Mines (Robert Stevenson)
- 1939 - On Borrowed Time (Harold S. Bucquet)
- 1939 - Stanley and Livingstone (Henry King)
- 1939 - The Hunchback of Notre Dame (William Dieterle)
- 1940 - The Invisible Man Returns (Joe May)
- 1940 - Tom Brown's School Days (1940) (Robert Stevenson)
- 1940 - The Howards of Virginia (Frank Lloyd)
- 1940 - Victory (John Cromwell)
- 1941 - Sundown (Henry Hathaway)
- 1941 - Suspicion (Alfred Hitchcock)
- 1942 - The Ghost of Frankenstein (Erle C. Kenton)
- 1942 - Invisible Agent (Edwin L. Marin)
- 1942 - Commandos Strike at Dawn (John Farrow)
- 1943 - The Moon Is Down (Irving Pichel)
- 1943 - The Cross of Lorraine (Tay Garnett)
- 1944 - The Lodger (John Brahm)
- 1944 - Wilson (Henry King)
- 1944 - Wing and a Prayer (Henry Hathaway)
- 1944 - The Keys of the Kingdom (John M. Stahl)
- 1946 - Sentimental Journey (Walter Lang)
- 1946 - Beware of Pity (Maurice Elvey)
- 1947 - Nicholas Nickleby (Alberto Cavalcanti)
- 1947 - Ivy (Sam Wood)
- 1947 - Lured (Douglas Sirk)
- 1948 - A Woman's Vengeance (Zoltan Korda)
- 1948 - I Remember Mama (George Stevens)
- 1948 - The Winslow Boy (Anthony Asquith)
- 1948 - Rope (Alfred Hitchcock)
- 1949 - A Connecticut Yankee in King Arthur's Court (Tay Garnett)
- 1950 - The White Tower (Ted Tetzlaff)
- 1951 - The Desert Fox: The Story of Rommel (Henry Hathaway)
- 1952 - The Green Glove (Rudolph Maté)
- 1952 - Botany Bay (John Farrow)
- 1953 - Salome (William Dieterle)
- 1955 - Richard III (Laurence Olivier)
- 1956 - Diane (David Miller)
- 1956 - Helen of Troy (Robert Wise)
- 1956 - Gaby (Curtis Bernhardt)
- 1956 - The Vagabond King (Michael Curtiz)
- 1956 - The Power and the Prize (Henry Koster)
- 1956 - The Ten Commandments (Cecil B. DeMille)
- 1956 - Around the World in 80 Days (Michael Anderson)
- 1957 - The Story of Mankind (Irwin Allen)
- 1957 - Baby Face Nelson (Don Siegel)
- 1962 - Five Weeks in a Balloon (Irwin Allen)
- 1964 - The Pumpkin Eater (Jack Clayton)